# NGC 7742
NGC 7742 (другие обозначения — PGC 72260, UGC 12760, MCG 2-60-10, ZWG 432.23, IRAS23417+1029) — спиральная галактика (Sb) в созвездии Пегас.
Этот объект входит в число перечисленных в оригинальной редакции «Нового общего каталога».
В галактике вспыхнула сверхновая SN 2014cy типа II, её пиковая видимая звездная величина составила 16,2.